# جاليون
جاليون (بالإنجليزية: Galeon)‏ هو متصفح ويب قائم على محرك جيكو والذي أُنشِئَ بواسطة ماركو بيسنتي جريتي، بهدف توفير تجربة تصفح متسقة لبيئة سطح المكتب جنوم. حقق متصفح جاليون شعبية في أوائل العقد 2000 بسبب سرعتها ومرونتها في التكوين والميزات التي توفرها. ومع ذلك، توقف تطوير متصفح جاليون في وقت لاحق، ولا يعد متاحًا حاليًا.

## التاريخ
بُدِءَ الْمَشْرُوعُ من قبل ماركو بيزنتي جريتي بغرض إنشاء متصفح ويب سريع ومتسق مع بيئة سطح المكتب جنوم. إِطْلاَقُ أَوَّلِ نسخةٍ عامةٍ (ماركو بيزنتي 0.6) في يونيو 2000.
ونظرًا لعدم تحكم ماركو بيزنتي في تطوير ماركو بيزنتي بعد ذلك، تم استعادة الوظائف السابقة في الإصدارات التالية وتمت إضافة بعض الميزات الجديدة، على الرغم من أن التطوير بطئ. في الوقت نفسه، أدى ارتفاع شعبية فايرفوكس ووضعه كمتصفح افتراضي في توزيعات رئيسية والعدد الهائل من الإضافات المتاحة له إلى تراجع قاعدة مستخدمي جاليون.
في نهاية المطاف، أعلن مطورو جاليون عن خطط لوقف تطوير جاليون، قائلين "إن النهج الحالي غير مستدام" فيما يتعلق بالموارد المطلوبة للحفاظ عليه. بدلاً من ذلك، خططوا لتطوير مجموعة من الإضافات لمتصفح إيبيفاني لتوفير وظائف مماثلة.

### بعد التوقف
حتى بعد توقف التطوير في سبتمبر 2008، استمر المتصفح في الانتشار وفي ديسمبر 2011 كان لا يزال متاحًا في مستودعات بعض توزيعات لينكس، مثل دبيان 6 سكويز.

## مميزات
استخدم جاليون ميزات محرك جيكو ومنها خيارات التكوين ودعم المعايير. وقد كان لدى جاليون عدة ميزات غير مألوفة في المتصفحات في ذلك الوقت.